# Disiplin
Disiplin ist eine norwegische Black-Metal-Band.

## Bandgeschichte
Disiplin wurde im Sommer 2000 von Haakon Forwald (auch bekannt unter Pseudonymen wie General K, Savant M und Drakul Azacain) gegründet, nachdem er bei Myrkskog ausgestiegen war. 2002 erschien ihr Demo Vama Marga, von dem 100 Exemplare auf dem Inferno-Festival verteilt wurden und das die Band später auf ihrer Internetseite zum Herunterladen bereitstellte. Durch das Demo wurde Satyr von Satyricon auf sie aufmerksam; nach einigen Monaten Austausch, einem ersten Live-Auftritt und dem Erscheinen der Split-EP The DeathRite Sessions mit Khaos Kommando, veröffentlichte er ihr im Akkerhaugen Lydstudio aufgenommenes Debüt Disiplin auf seinem Label Moonfog Productions. Neben Sänger Ausslavia, Rhythmusgitarrist Krig und Schlagzeuger Nex wirkten auch die ehemaligen Emperor-Mitglieder Faust und Samoth mit. Die Musik ist eine Mischung aus Riffs in mittlerem Tempo und Blastbeats, die von „Old-School“-Black-, Thrash- und Death Metal inspiriert ist; Haupteinflüsse sind Darkthrone, Celtic Frost, Satyricon, Thorns, Neurosis, Venom, Metallica, Slayer, Emperor und Aborym. In The One Who Makes You Crawl zitierte die Band aus Jack Parsons’ The Book of Babalon.
Nachdem Forwald, der damals unter dem Pseudonym Drakul Azacain firmierte, sich dem Misanthropic Luciferian Order zuwandte, trennte er sich vom Rest seiner Besetzung, da diese nicht dem MLO angehörte und er die Band entsprechend ausrichten wollte. Darauf deuten auch sein neues Pseudonym Drakul-218 und Liedtitel wie 11, Quimbanda (nach dem afrobrasilianischen Quimbanda) und Chaos Triumphator auf dem im Sommer 2004 aufgenommenen und 2005 veröffentlichten, groove-lastigeren Album Anti-Life hin. Bei dem Lied Pesticide – Swallow Your Own Shit!!! wirkte der Carpathian-Forest- und Nattefrost-Sänger Nattefrost als Gastsänger mit.
Um 2005/2006 wandte Forwald sich heidnischer und rechtsextremer Ideologie zu, die er in die Band integrierte, benannte sich in Eihwaz WeltenFeind um und schloss die Band der Pagan Front an. 2008 erschien die industrial-lastigere EP Wolf-Age, die nur im privaten Umfeld der Band verbreitet wurde. 2009 unterschrieb Disiplin bei FrentEuropa Records und veröffentlichte dort die Best of Molti Nemici – Molto Onore. Darauf enthaltene Liedtitel wie Prelude to Kali Yuga, WotansLied und Kali Yuga verdeutlichen die neue Ausrichtung der Band und ihre Bezugnahme auf nordische Mythologie und Kali-Yuga. Das 2010 veröffentlichte Album Hostis Humani Generis stellt mit Liedtiteln wie ArioSophic Initiation, For Blood, Soil and the Gods! und Revolt Against the Modern Man eindeutige Bezüge zu Themen und Personen wie Ariosophie, Blut-und-Boden-Ideologie und Julius Evola her.
2010 wurde der Sänger Wulfclaw durch WeissKreuz ersetzt. Dem A-Blaze-Magazin zufolge ist er „kein Unbekannter in der norwegischen Black Metal-Szene, allerdings will er seine Identität nicht preisgeben.“ Im selben Jahr unterschrieb Disiplin einen Vertrag mit dem italienischen Label ATMF. Zum zehnjährigen Bestehen der Band wurde ein limitierter Tonträger namens Radikale Randgruppe angekündigt. Das 2011 veröffentlichte Album Radikale Randgruppe bewegt sich zwischen Industrial und Noise, black-metal-typische Stilelemente sind kaum noch zu finden. White Earth wurde sowohl mit Dub als auch mit Techno assoziiert, der Beat von Soldier of the Black Sun mit Trip-Hop.
Inzwischen ist Forwald Mitglied des norwegischen Ablegers der nordischen Widerstandsbewegung.

## Diskografie
- 2002: Vama Marga (Demo; 2004 wiederveröffentlicht)
- 2003: The DeathRite Sessions (Split mit Khaos Kommando)
- 2003: Disiplin
- 2005: Anti-Life
- 2008: Wolf-Age (EP)
- 2009: Molti Nemici – Molto Onore (Best of zum neunjährigen Bestehen)
- 2010: Hostis Humani Generis
- 2011: Radikale Randgruppe